# Brugse Ommeland (streek)

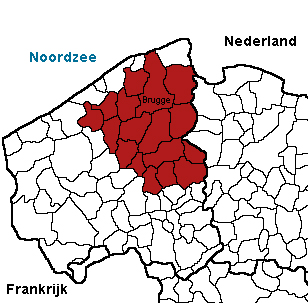
Het Brugse Ommeland

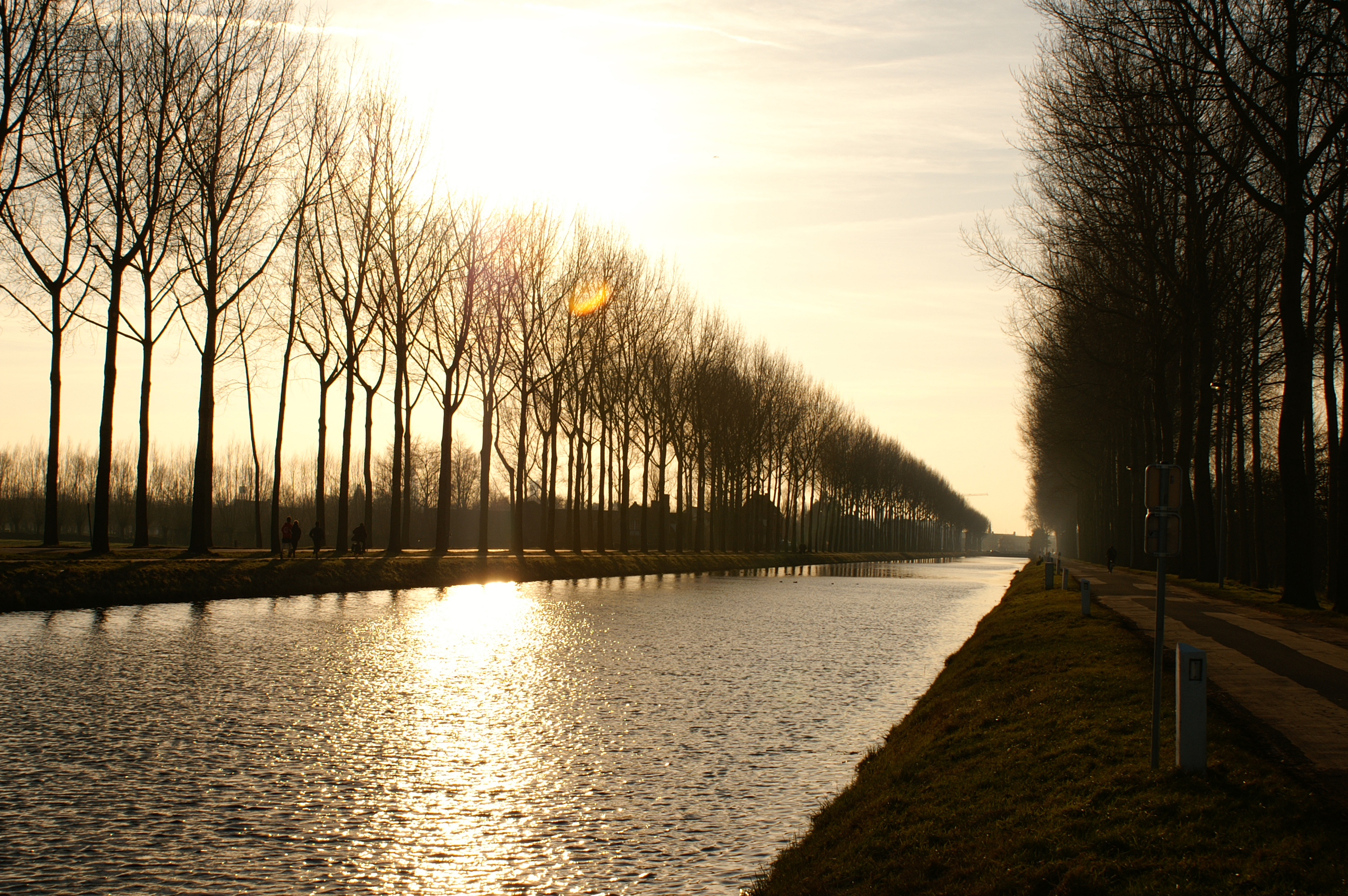
De Damse Vaart

Het Brugse Ommeland is een Vlaamse toeristische regio rond de stad Brugge.
Ten noorden van Brugge, in de Zwinstreek rond Damme en in de Oudlandpolders, is het op zee gewonnen landschap open. Ten zuiden deint de bosrijke Brugse groene gordel uit naar het Houtland. Het Brugse Ommeland verenigt kanalen en dijken, kastelen en abdijen, beschermde dorpsgezichten en monumenten, historische hoeves en molens, groendomeinen en natuurreservaten. De Streek-GR Uilenspiegel loopt deels door het Brugse Ommeland.

## Gemeenten
Gemeenten die deel uitmaken van het Brugse Ommeland:
- Ardooie
- Beernem
- Brugge
- Damme
- Gistel
- Ichtegem
- Jabbeke
- Lichtervelde
- Oostkamp
- Oudenburg
- Pittem
- Ruiselede
- Tielt
- Torhout
- Wingene
- Zedelgem
- Zuienkerke